# ريكاردو كالدر
ريكاردو كالدر (بالإنجليزية: Riccardo Calder) مواليد 26 يناير 1996 في برمنغهام، هو لاعب كرة قدم إنجليزي. يلعب كمدافع.

## المسيرة الاحترافية

### أندية لعب لها
- أستون فيلا

## روابط خارجية
- ريكاردو كالدر على موقع قاعدة بيانات كرة القدم.إي يو (الإنجليزية)
- ريكاردو كالدر على موقع Soccerbase.com (لاعب) (الإنجليزية)
- ريكاردو كالدر على موقع Soccerway.com (الإنجليزية)